# Sostea carbonaria
Sostea carbonaria is een keversoort uit de familie ruighaarkevers (Dryopidae). De wetenschappelijke naam van de soort werd in 1860 gepubliceerd door Francis Polkinghorne Pascoe. De soort werd aangetroffen op het eiland Batjan in de Molukken.